# Ventrikelfibrilleren
Ventrikelfibrilleren (ook wel kamerfibrilleren of VF genoemd) is een toestand waarbij de spiervezels van de hartkamers wel samentrekken, maar niet gecoördineerd, zodat er geen pompfunctie bestaat (het bloed stroomt niet meer en de weefsels worden niet meer van zuurstof voorzien). Hierdoor verliest het slachtoffer binnen ca. 10 seconden na het ontstaan van het ventrikelfibrilleren het bewustzijn, en zal, als er niet wordt ingegrepen, binnen ca. 5 minuten onherstelbare hersenbeschadiging optreden, en na meer dan 10 minuten vrijwel zeker de biologische dood intreden. Bij een acuut hartinfarct is het optreden van ventrikelfibrilleren direct levensbedreigend. 

## Behandeling
De enige manier om deze toestand te bestrijden is door een geforceerde elektrische schok door het hart: defibrillatie. Na de derde defibrillatieschok wordt 1 mg adrenaline en 300 mg amiodarone toegediend. Na de vijfde schok wordt nog eens 1 mg adrenaline en 150 mg amiodarone (maximale dosis is 450 mg) toegediend. Verder wordt er elke 3 à 5 minuten 1 mg adrenaline toegediend en hartmassages en beademingen gegeven (30 compressies per 2 beademingen). Elke 2 minuten moet er een nieuwe ritmecheck uitgevoerd worden.

### Defibrillatie

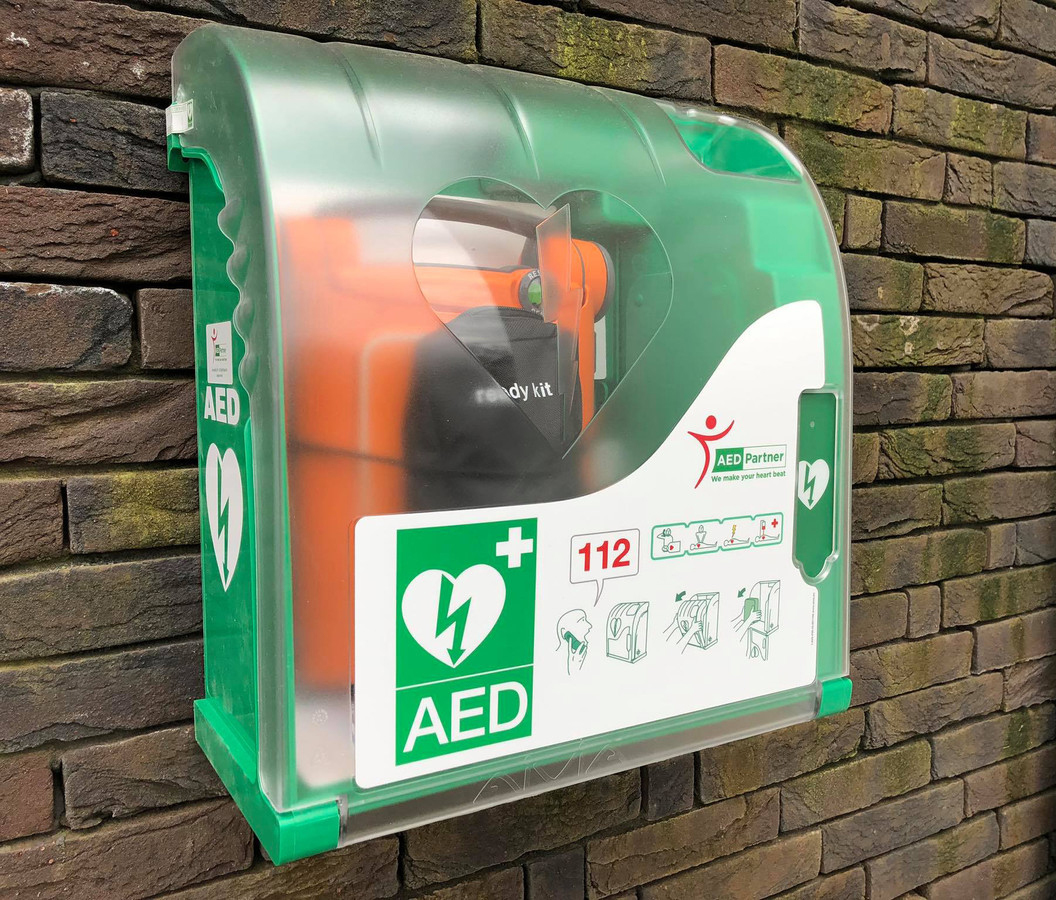
Een AED die op openbare plaatsen gevonden en gebruikt kan worden in geval van nood.

Voor defibrillatie bestaan apparaten die defibrillators heten en die in ziekenhuizen, ambulances en op andere risicoplaatsen te vinden zijn. Bij binnen enkele minuten defibrilleren is de kans op volledig herstel zeer groot. Op steeds meer plaatsen worden (groene) automatische externe defibrillators (AED's) geplaatst. Iedereen kan ze bedienen aangezien het toestel zowel gesproken als visuele instructies geeft. Het toestel voert de nodige analyses uit en dient indien nodig zelfstandig een elektrische schok toe. Ook worden in gebieden waar de ambulance niet binnen enkele minuten aanwezig kan zijn, brandweervoertuigen uitgerust met een dergelijk apparaat. Deze voertuigen worden als 'first responder brandweer' (FRB) aangeduid.
Door het toepassen van hartmassage en beademing kan het hart op gang worden gehouden tot een levensreddende elektrische schok wordt toegediend.
Een studie naar het effect van reanimatie door omstanders vond een twee- tot driemaal grotere overlevingskans vergeleken met uitsluitend ingrijpen door medisch personeel. De kans op overleven na 30 dagen lag in 2014 rond de 14% wanneer een getrainde burger assisteerde of 17% bij aanwezigheid van een arts buiten dienst.